# 大和リビング信託
大和リビング信託株式会社（だいわリビングしんたく）は、東京都新宿区に本社を置く会社。大和リビングおよび大和ハウス工業のグループ会社である。
管理型不動産信託事業を提供している。

## 概要
- 所在：東京都新宿区西新宿6-11-3
- 設立：2016年8月31日（ハートワン信託株式会社）
- 資本金：3億円

## 事業内容
- 管理型信託業務 - 賃貸不動産について、主に賃料管理および維持修繕管理。
- 相続、財産承継などに関するコンサルティング業務 - コンサルティングや提携先である司法書士等のネットワークを活用したコンサルティング

## 関連会社
- 大和ハウス工業
- 大和リビング
- 大和エステート
- Double-D
- D.U-NET
- 大和リビングカリフォルニア
- 大和リビングオーストラリア
- 大和リビングベトナム